# Pseudopaludicola facureae
Espèce
Pseudopaludicola facureae est une espèce d'amphibiens de la famille des Leptodactylidae.

## Répartition
Cette espèce est endémique de l'État du Minas Gerais au Brésil. Elle se rencontre dans la municipalité d'Uberlândia.

## Publication originale
- Andrade & Carvalho, 2013 : A new species of Pseudopaludicola Miranda-Ribeiro (Leiuperinae: Leptodactylidae: Anura) from the Cerrado of southeastern Brazil. Zootaxa, no 3608, p. 389–397.